# エテジアン

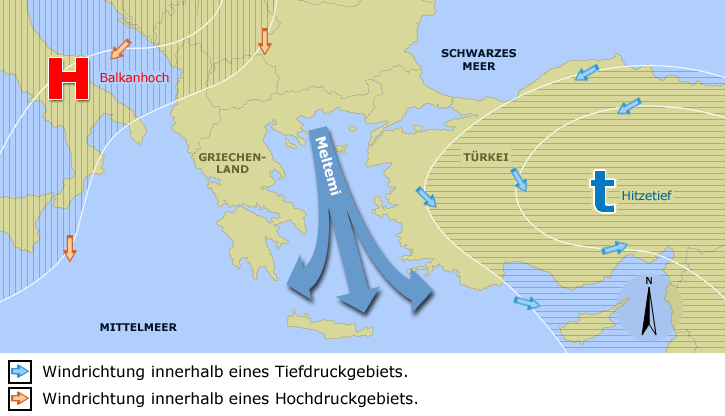
地表付近では、図左のヨーロッパ中部の高気圧からは時計回りに風が吹き出し、図右のアナトリア半島の低気圧には反時計回りに風が吹き込み、それらの中間では北風となる

エテジアン（ギリシア語:meltemi〈μελτέμι〉、トルコ語:meltem、英:Etesian）とは、ギリシャ・トルコのエーゲ海沿岸地域で夏季に吹く、乾燥した強い北風のこと。エテジア、エテジア風とも言う。
夏になると、バルカン半島やヨーロッパ中部に高気圧、トルコ（アナトリア半島）に低気圧が発生しやすくなる。これは、冬の日本付近と似た西高東低の配置であり、高気圧と低気圧の間では強い北風が吹くことになる。これがエテジアンである。アドリア海やイオニア海沿岸でも同様の風が吹く。エーゲ海北部ではおもに北東、中部では北、クレタ島などの南部では北西の風となることが多い。
5月中旬から9月中旬にかけての間発生する。夏の暑い日、晴天にもかかわらずエテジアンの強風が吹き荒れる日も多々ある。1日のうちでは午後の時間帯が最も強く、夜間は収まることが多いが、1日中吹き続けることもある。一般的に、強風の吹き始めには雲が出るなどの予兆がみられるが、エテジアンの場合は快晴でも吹き荒れる場合が多く、船乗りにとっては危険な風として知られている。エテジアンの風は最大で風力7～8（約14～21 m/s）程度に達し、ヨットや船などは危険のため航行ができなくなる。
大陸部の空気発祥の風であるため乾燥しており、山越えによるフェーン現象も加味されて北風であるにもかかわらずあまり寒くない。むしろ高温の場合が多く、乾燥しているため山火事を誘発する。一方、エーゲ海南端のキプロスでは、エテジアンが海の水蒸気を含んで変質し、湿った風になる。

## 語源
「エテジアン」の名称は古代ギリシャ語でέτος（étos、1年中）吹き続ける風、つまり恒常風を意味する「ετησίαι」に由来する。そのラテン語表記「etesiae」が英語名「etesian」となり、日本語名として使われている。トルコ名「meltem」は、イタリア語のmal tempo（悪天候）からきた借用語である。
地中海東部で広く発生する夏の季節風であり、地中海性気候を特徴づける要素の1つである。地中海性気候を「etesian climate」（エテジアン気候）と呼ぶこともあるほど。